# Чукотская кухня
Чукотская кухня — традиционная кухня коренного населения Чукотки. Основные продукты питания – рыба и мясо оленей, реже морских животных (моржей, белухи, нерпы). Их едят с хлебом и без гарнира. При приготовлении блюд используют лавровый лист, соль, чёрный молотый перец. Популярные национальные блюда — строганина и долбанина из мяса и рыбы, пельмени с бульоном, юкола (сухая несоленая рыба), пререм (отварная и замороженная оленина), опане (суп), кергипат (недоваренное мясо в собственном соку) и т.д.

## Основные блюда
- Строганина — замороженную заднюю часть оленины строгают соломкой. В блюдо подают заправку, которую готовят из воды, уксуса и перца. Едят строганину руками, обмакивая мясо в приправу. Таким же образом готовят строганку из рыбы.

- Долбанина — хорошо замороженное сырое мясо или рыбу долбят в муку подобного состояния и употребляют в таком виде.

- Опане (суп)— в кипящую воду кладут внутренние жирные куски мяса оленя, доводят до кипения, добавляют соль и кровь оленя и варят до готовности.

- Кергипат — мясо оленя варят в своем соке с небольшим количеством воды и подают недоваренным.

- Легкие оленя, печёные на огне — легкие оленя пекут на огне. Подают на деревянном блюде и едят руками.

- Пререм— мясо оленины (заднюю часть) нарезают в виде булочек и отваривают в кипятке. Варёное мясо отбивают на каменной плите молотком, затем снова варят и туда же вливают костный жир и пряности. Затем выкладывают на доску и замораживают. Употребляют в мороженом виде.